# Kongens Ring

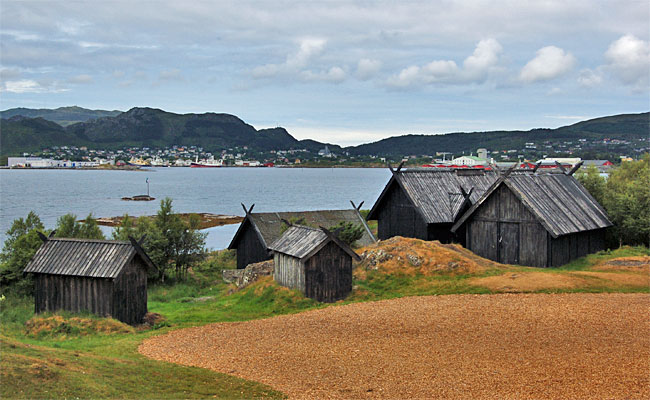
Die Freilichtbühne Herøy amfi auf der Insel Herøya

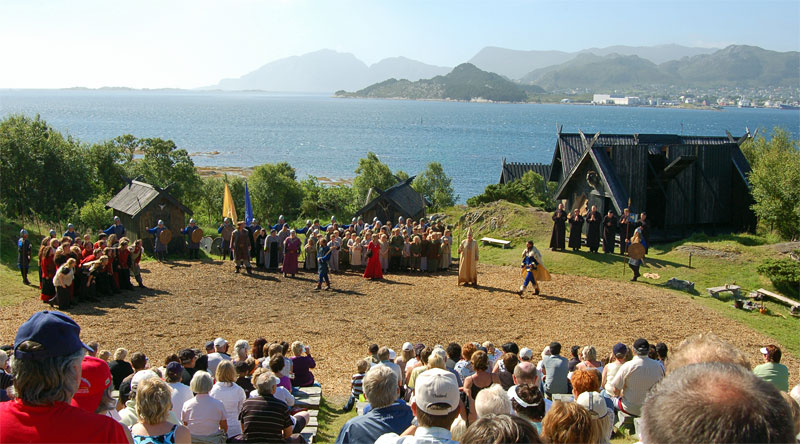
Herøyspelet am 5. Juli 2008

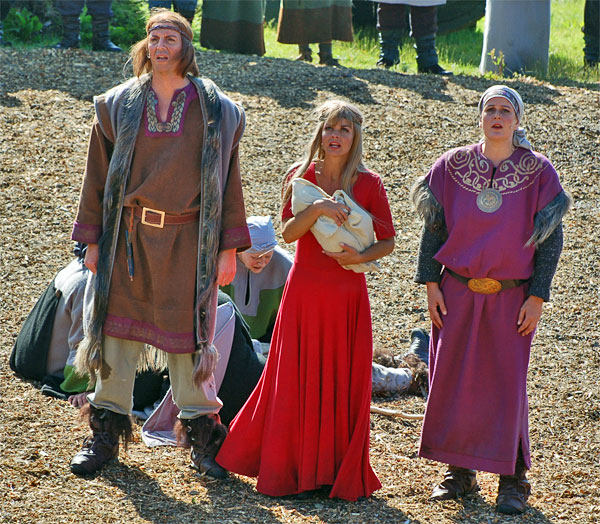
Ragnar
, Unn und Inga

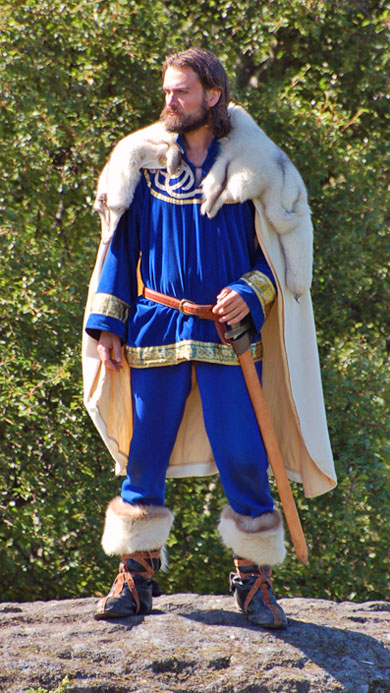
König Olav Haraldsson

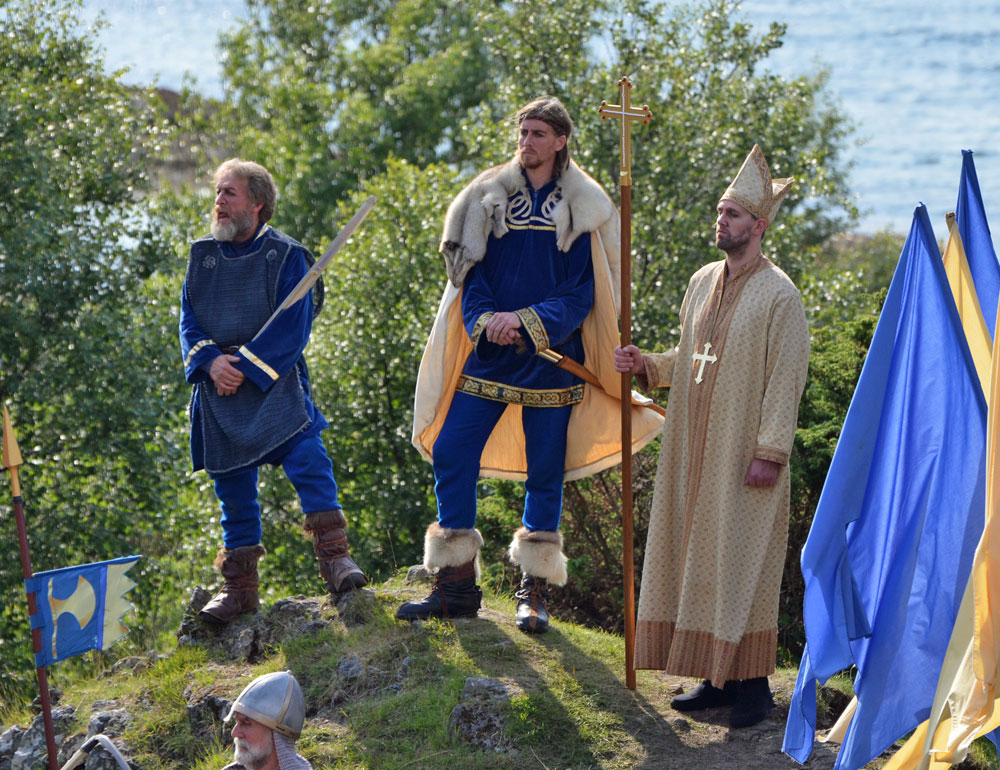
König Olav Haraldsson 2013, gespielt von Pål Sverre Valheim Hagen (Bildmitte)

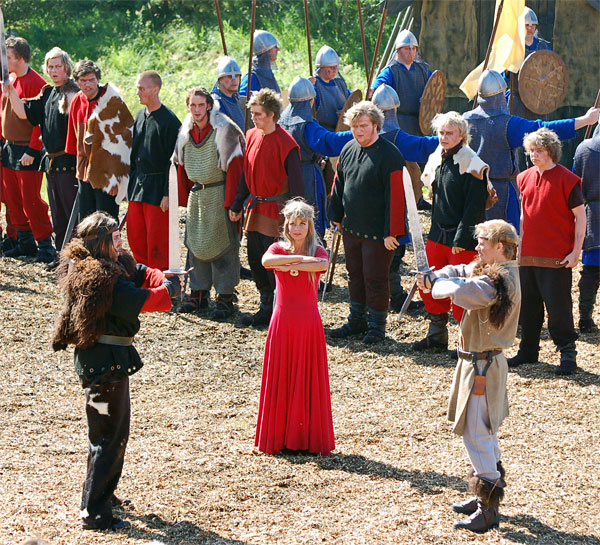
Møre-Karl, Unn und Ingolv Ynda

Das Herøyspiel Kongens Ring (dt. Der Ring des Königs) ist ein Wikinger-Musical, das seit 1992 jedes Jahr am ersten Juli-Wochenende in der westnorwegischen Inselgemeinde Herøy aufgeführt wird.
Spielort ist die auf der Insel Herøya gelegene Freilichtbühne Herøy amfi. Die speziell für die Herøyspiele gebaute Freilichtbühne verfügt über rund 1200 Sitzplätze auf halbierten Baumstämmen in weitgehend naturbelassener Umgebung.
An den Herøyspelet wirken rund 200 Personen in Nebenrollen, als Statisten, im Chor und Orchester sowie der Organisation mit. Nur die Hauptrollen sind mit professionellen Schauspielern besetzt.

## Die Handlung
Das Wikinger-Musical Kongens Ring beschreibt das dramatische Zusammentreffen des Wikingers Møre-Karl mit König Olav Haraldsson im Jahr 1027 auf der Insel Herøya.
Unn die Schöne, Tochter von Ragnar Herøyhäuptling und Inga, ist Ingolv Ynda versprochen. Unn hegt aber auch warme Gefühle für den Wikinger Møre-Karl, welcher von der eher windigen Sorte ist und der in letzter Zeit mit Verwüstung und Plünderung der Møreküste beschäftigt war.
Es kommt zum Konflikt zwischen Møre-Karl und Ingolv Ynda, der in einem Zweikampf (Holmgang) der Rivalen mündet. Genau zu diesem Zeitpunkt erscheint König Olav Haraldsson mit seinen Schiffen und Soldaten in Herøy und verhindert den Zweikampf. Um eine Auseinandersetzung seiner Soldaten mit den Männern von Møre-Karl zu verhindern, eröffnet der König den Thing und verkündet den Thingfrieden.
Der zügellose Wikingerhäuptling muss in die Dienste des Königs treten. Weil König Olav Schwierigkeiten mit der Steuereintreibung von den Färöer-Inseln hat und der Steuereintreiber ermordet wurde, schickt er Karl als neuen Steuereintreiber auf die Färöer.
Møre-Karl begibt sich zusammen mit seinem Knappen Battolf auf die riskante Wikingerfahrt nach Westen.
Die Spielhandlung basiert auf dem Kapitel 142 von Snorri Sturlusons Heimskringla, der Saga über Olav den Heiligen.
Die historische Gestalt des Møre-Karl, Karl Mørske oder Karl von Møre wird auch in der Färingersaga erwähnt.

## Spielleitung
- Regisseur: Gerald Pettersen (1992–2016)
- Komponist: Svein Møller
- Verfasser: Rolf Losnegård
- Erzähler: 
  - Bjørn Holum (1992–2016)
  - Elise Nærø (2018)

## Rollen
- Unn den fagre (Unn die Schöne):
  - Hedvig Garshol (2003)
  - Agnes Kittelsen (2005, 2007–2010, 2012, 2014)
  - Kjersti Botn Sandal (2011)
  - Heidi Ruud Ellingsen (2013)
  - Ingrid Megård Sæter (2015–2016)
  - Katrine Dale (2018)
- Fe den synske (Fe der Seher):
  - Bjørn W. Andersen (2001–2015)
  - Ghopi Prabaharan (2016)
  - Eirik del Barco Soleglad (2018)
- Olav Haraldsson:
  - Gard Skagestad (1999–2008)
  - Frederik Steen (2009 und 2010)
  - Håkon Ramstad (2011, 2012)
  - Pål Sverre Valheim Hagen (2013)
  - Audun Sandem (2015–2016)
  - Eirik Risholm Velle (2018)
- Kjerring Bråte:
  - Nina Elisabeth Bøe (2002–2011)
  - Anette Hoff (2012–2013)
  - Idun Losnegård (2015–2016)
  - Hedvig Garshol (2018)
- Møre-Karl: 
  - Jon Bleiklie Devik (2005, 2008–2013)
  - Frode Bjorøy (2015–2018)
- Ragnar Herøyhovding (Ragnar Herøyhäuptling), Vater von Unn den fagre:
  - Randolf Walderhaug (2005)
  - Helge Jordal (2007)
  - Roar Kjølv Jensen (2008 und 2009)
  - Øyvind Lied (2010 und 2011)
  - Nils Ole Oftebro (2012–2013)
  - Ketil Høegh (2015)
  - Gerald Pettersen (2016)
  - Bjørn Holum (2018)
- Ingolv Ynda:
  - Thomas Myklebust (2002–2007)
  - Frode Bjorøy (2008–2013)
  - Eirik Del Barco Soleglad (2015–2016)
  - Fredrik Steen (2018)
- Inga, Mutter von Unn den fagre:
  - Hedvig Garshol (2005–2015)
  - Sigrid Moldestad (2016)
  - Siren Jørgensen (2018)
- Bjørn Stallar:
  - Sigurd Nygard (2008–2016)
  - Morten Gusdal (2018)
- Bisp Grimkjell (Bischof Grimkjell) 
  - Roald Skoglund (2008–2012)
  - Morten Gusdal (2013–2016)
  - Joakim Eiksund (2018)

- Edmund Munk:
  - Joakim Eiksund (2008–2014)
  - Gunnar Kjell Sydhagen (2015–2016)
- Battolf Gormson:
  - Karl Andre Sydhagen (2008)
  - Morten Frantsen Gusdal (2009–2012)
  - Christian Oppedal (2016)
  - Erik Slettebakk  (2013–2015)
- Gaute Gormson:
  - Steffen Haga Robertson (2008, 2009)
  - Simon Høybakk Voldsund (2012–2016)